# 1605
| [ Edytuj tabelę ]              | |
| Król Polski                    | - 1587 Zygmunt III Waza 1632 |
| Współksiążęta Andory           | - 1588 Andreu Capella 1609 - 1572 Henryk IV Burbon 1610                                                                                    |
| Król Anglii i Szkocji          | - 1603 Jakub I 1625 |
| Elektor Brandenburgii          | - 1598 Joachim Fryderyk 1608 |
| Książę Bawarii                 | - 1597 Maksymilian I Bawarski 1623 |
| Sułtan Brunei                  | - 1600 Shah Berunai 1605 - 1605 Hassan 1619                                                                                                |
| Cesarz Chin                    | - 1572 Wanli 1620 |
| Król Czech                     | - 1576 Rudolf II Habsburg 1611 |
| Król Danii                     | - 1588 Chrystian IV 1648 |
| Dalajlama                      | - 1589 Jonten Gjaco 1616 |
| Cesarz Etiopii                 | - 1597 Jakub 1606 |
| Król Francji                   | - 1589 Henryk IV 1610 |
| Król Hiszpanii                 | - 1598 Filip III 1621 |
| Landgraf Hesji-Kassel          | - 1592 Maurycy Uczony 1627 |
| Stadhouder Holandii            | - 1584 Maurycy Orański 1625 |
| Szach Iranu                    | - 1587 Abbas I Wielki 1629 |
| Państwo Wielkich Mogołów       | - 1556 Akbar 1605 - 1605 Dżahangir 1627 |
| Król Irlandii                  | - 1603 Jakub I Stuart 1625 |
| Cesarz Japonii                 | - 1586 Go-Yōzei 1611 |
| Kalif                          | - 1603 Ahmed I 1617 |
| Patriarcha Konstantynopola     | - 1603 Rafał II 1607 |
| Władca Korei                   | - 1567 Sŏnjo 1608 |
| Książę Kurlandii i Semigalii   | - 1587 Fryderyk Kettler 1642 - 1587 Wilhelm Kettler 1616                                                                                   |
| Sułtan Maroka                  | - 1603 Abu Faris Abdullah 1608 |
| Król Nawarry                   | - 1572 Henryk III 1610 |
| Król Norwegii                  | - 1588 Chrystian IV 1648 |
| Sułtan Omanu                   | - 1560 Abd Allah ibn Muhammad 1624 |
| Elektor Palatynatu             | - 1583 Fryderyk IV 1610 |
| Papież                         | - 1592 Klemens VIII 1605 - 1605 Paweł V 1621                                                                                               |
| Książę Parmy i Piacenzy        | - 1592 Ranuccio I 1622 |
| Król Portugalii                | - 1598 Filip II 1621 |
| Książę w Prusach               | - 1568 Albrecht Fryderyk 1618 - 1603 Joachim Fryderyk (regent) 1608                                                                        |
| Car Rosji                      | - 1598 Borys Godunow 1605 - 1605 Fiodor II 1605 - 1605 Dymitr Samozwaniec I 1606                                                           |
| Cesarz Rzymski (niemiecki)     | - 1576 Rudolf II Habsburg 1612 |
| Kapitanowie Regenci San Marino | - 1604 Pier Marino Cionini Annibale Gozi 1605 - 1605 Tiberio Gabrielli Francesco Giannini 1605 - 1605 Girolamo Gozi Innocenzo Bonelli 1606 |
| Elektor Saksonii               | - 1591 Krystian II Wettyn 1611 |
| Król Szkocji                   | - 1567 Jakub VI 1625 |
| Król Szwecji                   | - 1599 Karol IX Waza 1611 |
| Król Tajlandii                 | - 1590 Naresuan 1605 - 1605 Eka Thotsarot 1610                                                                                             |
| Sułtan Turków                  | - 1603 Ahmed I 1617 |
| Doża Wenecji                   | - 1595 Marino Grimani 1606 |
| Król Węgier                    | - 1576 Rudolf II 1608 |
| Książęta Wirtembergii          | - 1593 Fryderyk I 1608 |

Rok 1605 / MDCV
stulecia: XVI wiek ~
XVII wiek ~
XVIII wiek

lata: 1595 «
1600 «
1601 «
1602 «
1603 «
1604 «
1605
» 1606
» 1607
» 1608
» 1609
» 1610
» 1615

## Wydarzenia w Polsce
- 20 stycznia–3 marca – w Warszawie obradował sejm zwyczajny[1].
- 11 maja – król Zygmunt III Waza przekazał elektorowi brandenburskiemu Joachimowi Fryderykowi opiekę nad chorym Albrechtem Fryderykiem Hohenzollernem, a przez to i administrację Prus Książęcych.
- 27 września – w bitwie pod Kircholmem, armia polsko-litewska pod dowództwem hetmana wielkiego litewskiego Jana Karola Chodkiewicza pokonała trzykrotnie liczniejszą armię szwedzką pod dowództwem Karola IX Sudermańskiego[2].
- 27 listopada – w Krakowie odbył się ślub per procura cara Rosji Dymitra Samozwańca I i Maryny Mniszchówny.
- 11 grudnia – na Wawelu odbył się ślub Zygmunta III Wazy z Konstancją Habsburżanką, siostrą jego pierwszej żony Anny.
- W Poznaniu dr Marcin z Kłecka, humanista wykształcony w Padwie, opublikował jedno ze swoich najważniejszych dzieł medycznych o powietrzu morowym, jedną z pierwszych popularnonaukowych publikacji w Polsce.
- Przybyły na ziemie polskie zakony kamedułów i karmelitów bosych[3].

## Wydarzenia na świecie
- 17 stycznia – ukazała się powieść Don Kichot z La Manchy Miguela de Cervantesa.
- 1 kwietnia – Alessandro Ottaviano de' Medici, został wybrany papieżem i przyjął imię Leon XI.
- 16 maja – Camillo Borghese został wybrany papieżem i przyjął imię Paweł V.
- 20 czerwca – został zamordowany obalony kilka dni wcześniej car Rosji Fiodor II Borysowicz.
- 30 czerwca – Dymitr Samozwaniec I wkroczył do Moskwy.
- 31 lipca – Dymitr Samozwaniec I koronował się na cara Rosji.
- 24 października – Dżahangir został koronowany w Agrze na władcę imperium Wielkich Mogołów.
- 5 listopada – w Anglii miał miejsce zamach na króla Anglii i Szkocji Jakuba I (tzw. spisek prochowy).
- 29 grudnia – angielski żeglarz i odkrywca John Davis został zamordowany w Cieśninie Malakka przez japońskich piratów.

- Została założona pierwsza francuska osada w Ameryce Północnej (Port Royal, dzisiejsze Annapolis).
- Angielski filozof i pisarz Francis Bacon wynalazł szyfr polegający na używaniu jedynie dwóch lub trzech liter z alfabetu, nazwany od jego nazwiska szyfrem Bacona.

## Urodzili się
- 6 lutego – Bernard z Corleone, włoski duchowny katolicki (zm. 1667)
- 8 lutego – Juan de Almoguera, hiszpański duchowny katolicki, biskup Arequipy (zm. 1676)
- 8 kwietnia – Filip IV, król Hiszpanii i Portugalii (zm. 1665)
- 8 kwietnia – Lodewijk de Vadder, flamandzki malarz, grafik i rysownik, projektant gobelinów (zm. 1655)
- 18 kwietnia – Giacomo Carissimi, włoski kompozytor (zm. 1674)
- 19 kwietnia – Orazio Benevoli, włoski kompozytor pochodzenia francuskiego (zm. 1672)
- 20 kwietnia – Christian Carpzov, niemiecki prawnik i uczony (zm. 1642).
- 7 maja – Nikon (patriarcha Moskwy), patriarcha Moskwy i całej Rusi (zm. 1681)
- 29 maja – Hendrick van Anthonissen, holenderski malarz marynista, syn Aerta van Antuma (zm. 1656)
- 6 czerwca – wódz saski Ernest Albrecht von Eberstein (zm. 1676)
- 29 lipca – Simon Dach, niemiecki poeta (zm. 1659)
- 8 sierpnia – Cæcilius Calvert, 2. baron Baltimore, angielski kolonizator (zm. 1675)
- 15 sierpnia
  - Przecław Leszczyński, starosta wschowski, kcyński (zm. 1670)
  - Wacław Leszczyński, polski duchowny katolicki, biskup warmiński, arcybiskup gnieźnieński, prymas Polski i Litwy (zm. 1666)
- 15 sierpnia – Wacław Leszczyński, biskup warmiński, arcybiskup gnieźnieński od 1658, prymas Polski (zm. 1666)
- 23 września – Daniel Czepko von Reigersfeld, śląski poeta i dramatopisarz (zm. 1660)
- 6 października – Konstancja Kerschenstein, mieszczka gdańska i śpiewaczka zwana „bałtycką Syreną” (zm. 1653)
- 15 października – Maria de Montpensier, księżna de Montpensier (zm. 1627)
- 19 października – Thomas Browne, angielski lekarz, pisarz i uczony (zm. 1682)
- 23 grudnia – Tianqi, piętnasty cesarz Chin z dynastii Ming (zm. 1627)

- data dzienna nieznana: 
  - Adriaen Brouwer, malarz flamandzki (zm. 1638)
  - Giacomo Carissimi, kompozytor włoski (zm. 1674)
  - Matteo di Guaro Allio, włoski architekt i rzeźbiarz doby baroku (zm. 1670)
  - Mikołaj Firlej (1605-1640), syn wojewody lubelskiego (zm. 1640)
  - Dominik Aleksander Kazanowski, możnowładca, wojewoda bracławski (zm. 1648)
  - Atanazy Ordin-Naszczokin, rosyjski polityk i wysoki urzędnik państwowy (zm. 1680)
  - Pierre Patel, francuski malarz okresu baroku, pejzażysta (zm. 1676)
  - Piotr Jacek Pruszcz, autor opisu Krakowa, pisarz dewocyjny (zm. 1668)
  - Otto Christoph von Sparr, baron, niemiecki feldmarszałek, jeden z dowódców wojsk brandenburskich (zm. 1668)
  - Mikołaj Torosowicz, duchowny ormiańskokatolicki (zm. 1681)
  - Franciszek Wesselényi, węgierski szlachcic, dowódca wojskowy, palatyn Węgier (zm. 1667).
  - Lars Wivallius, szwedzki poeta okresu baroku, awanturnik (zm. 1669)
  - Jan Karol Woyna, polski szlachcic, tłumacz, wydawca i językoznawca, leksykograf, filolog, pedagog (zm. 1693)

## Zmarli
- 5 marca – Klemens VIII, papież (ur. 1536)
- 13 kwietnia – Borys Godunow, car Rosji (ur. ok. 1551)
- 27 kwietnia – Leon XI, papież (ur. 1535)
- 4 maja – Ulysses Aldrovandi, włoski humanista, lekarz i przyrodnik okresu Odrodzenia (ur. 1522)
- 3 czerwca – Jan Zamoyski, polski szlachcic, magnat, hetman wielki koronny, kanclerz wielki koronny (ur. 1542)
- 15 października – Akbar, cesarz z dynastii Wielkich Mogołów w północnych Indiach w latach 1556–1605 (ur. 1542)

## Święta ruchome
- Tłusty czwartek: 17 lutego
- Ostatki: 22 lutego
- Popielec: 23 lutego
- Niedziela Palmowa: 3 kwietnia
- Wielki Czwartek: 7 kwietnia
- Wielki Piątek: 8 kwietnia
- Wielka Sobota: 9 kwietnia
- Wielkanoc: 10 kwietnia
- Poniedziałek Wielkanocny: 11 kwietnia
- Wniebowstąpienie Pańskie: 19 maja
- Zesłanie Ducha Świętego: 29 maja
- Boże Ciało: 9 czerwca